# Ponte Internacional da Fraternidade
A Ponte Internacional da Fraternidade é a ponte que liga Foz do Iguaçu, no Brasil, com a cidade de Puerto Iguazú, na Argentina. Seu nome oficial é Ponte Tancredo Neves. As cidades de Puerto Iguazú, Argentina, e Ciudad del Este, no Paraguai, em conjunto com Foz do Iguaçu, formam a Tríplice Fronteira.

## Obra
Em 1972, os presidentes Emílio Médici, do Brasil, e Alejandro Lanusse, da Argentina, assinaram um “Tratado de Intenção” para construir uma ponte que uniria os dois países. Esse tratado ficou arquivado por sete anos e só foi retomado, em 1979, por lideranças de Foz do Iguaçu e Puerto Iguazú; mediante a formação de Comissão Mista presidida pelo iguaçuense Sérgio Lobato da Motta Machado. A pedra fundamental foi lançada pelos presidentes João Figueiredo e Reynaldo Bignone, em 13 de janeiro de 1982. Localiza-se 15 quilômetros abaixo das Cataratas do Iguaçu, quedas de água de antes do rio Iguaçu desaguar no rio Paraná. 
Em 29 de novembro de 1985, os então presidentes José Sarney e Raúl Alfonsim inauguram a estrutura, de 489 metros de comprimento, um vão livre de 220 metros, 16.50 metros de largura e 72 de altura. A conclusão ocorreu menos de quatro depois do lançamento da pedra fundamental. A ligação foi chamada de Ponte da Fraternidade, com a mesma intenção na ligação entre os povos que se deu à ponte sobre o rio Paraná o nome de Ponte da Amizade, o Brasil quis homenagear o presidente que morreu sem assumir o cargo, em abril do ano da inauguração da obra, e ela passou a se chamar Ponte Tancredo Neves.
Na época, em 30/11/1985, os presidentes José Sarney e Raúl Ricardo Alfonsín assinaram a Declaração do Iguaçu que deu origem ao Mercosul.